# Otho-Corpus-evangeliarium
Het Otho-Corpus-evangeliarium of de Otho-Corpus gospels zoals ze in de Engelse literatuur genoemd worden was een verlucht handschrift dat op het einde van de 7e eeuw of het begin van de 8e eeuw werd vervaardigd.

## Oorsprong
Het evangeliarium werd waarschijnlijk gemaakt in een van de kloosters in Nothumbria en was nauw verwant met een aantal andere grote evangeliaria waaronder het Lindisfarne-evangeliarium, het Evangeliarium van Echternach en het Durham-evangeliarium die allemaal producten zouden zijn van het scriptorium van Lindisfarne hoewel hierover geen zekerheid bestaat.

## Bewaarde fragmenten
Het handschrift is overgeleverd in verscheidene fragmenten, de bijzonderste daarvan zijn het fragment bewaard in het Corpus Christi college in Cambridge met als signatuur MS 197B en het fragment bewaard in de British Library als Cotton Otho C.v.
Het Cotton Otho C.v fragment was origineel het grootste met 110 Folia. Het werd zwaar beschadigd in de brand in Ashburnham House in 1731. Wat nu rest zijn 64 deels verkoolde folia met onder meer de incipit pagina van het Marcus evangelie en een deel van het folium met een miniatuur van het Marcus-symbool, de leeuw.
Het deel dat bewaard wordt in het Corpus Christi College in Cambridge telt 36 folia met onder meer delen van de evangelies van Johannes en Lucas. Het tetramorf symbool van Johannes, de arend, is in dit fragment bewaard gebleven.
Een deel van de originele canontabellen zou zijn terug te vinden in het manuscript Royal 7 C. xii van de British Libtary op folia 2 en 3. Dit manuscript is een 11e-eeuwse kopie van de homilieën van Ælfric van Eynsham en is afkomstig uit het bezit van kardinaal Wolsey (ca. 1471 – 1530). Alle kunsthistorici zijn het echter nog niet eens met deze toewijzing.

## Facsimile pagina
Van het originele Cotton-fragment dat achteraf zwaar beschadigd werd tijdens de brand in Ashburnham House werd destijds van één pagina een facsimile geschilderd waarvan een kleurgravure werd gepubliceerd door Thomas Astle in 1784 De pagina bevat de introductie van de woordenlijst van de Hebreeuwse namen in de prefatio op het Marcus evangelie. De met de hand geschilderde pagina wordt ook bewaard in de British Library. Volgens een nota van Astle zou de tekening gemaakt zijn in opdracht van Edward, Earl van Oxford en dit zou betekenen dat er een behoorlijke kans is dat het facsimile zou gemaakt zijn door Elizabeth Elstob, bekend voor haar werk over insulaire manuscripten.
Deze bladzijde, waarvan het zwaar gehavende origineel bewaard is gebleven in het Cotton-fragment, toont onderaan de letters uit het alfabet. Een gelijkaardige versiering komt voor in het Durham-evangeliarium.

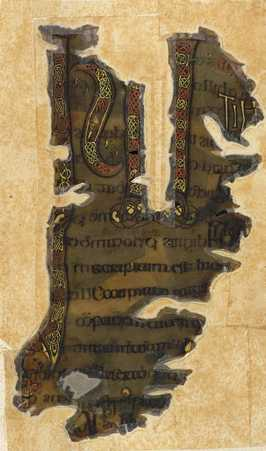
The incipit page from the Gospel of Mark from the Otho-Corpus Gospels.
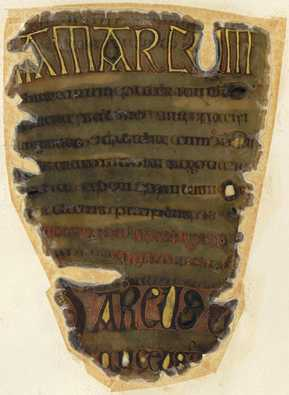
The Lion of Mark
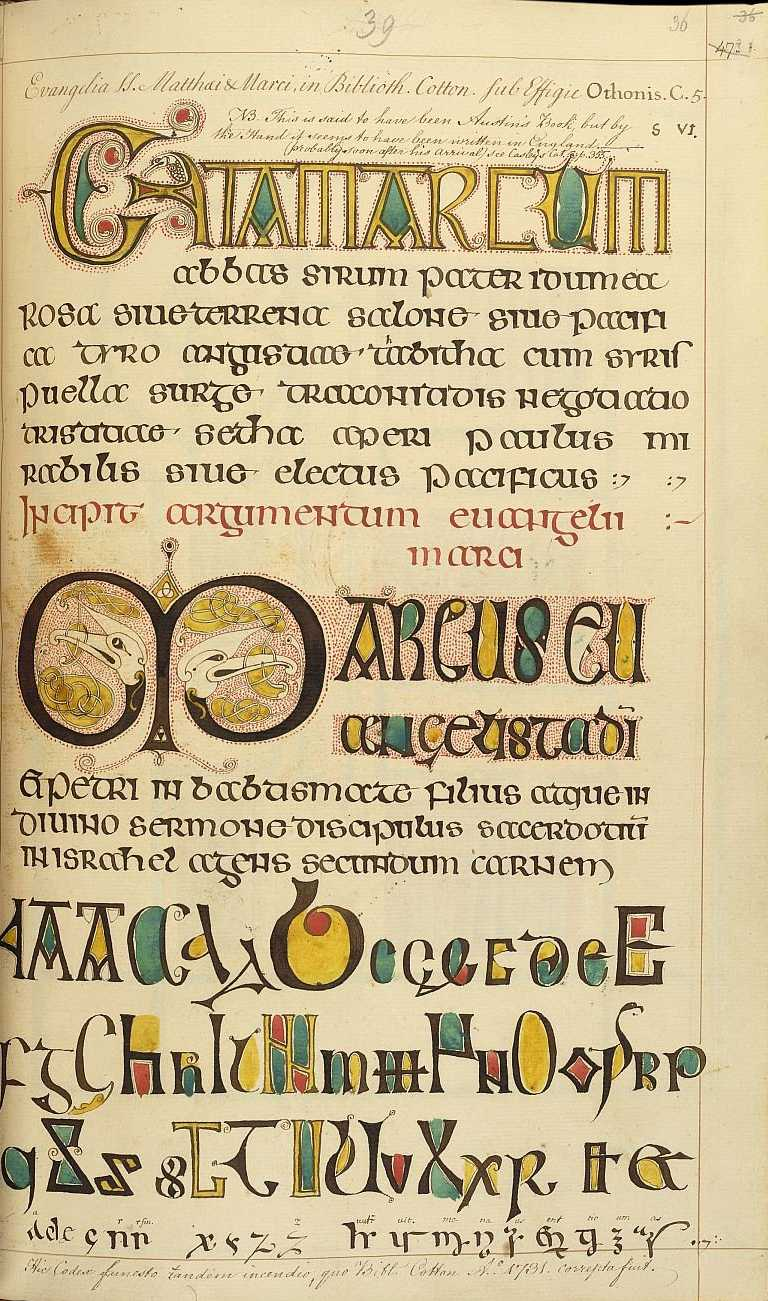
Astle's copy of the prefatory material of Mark
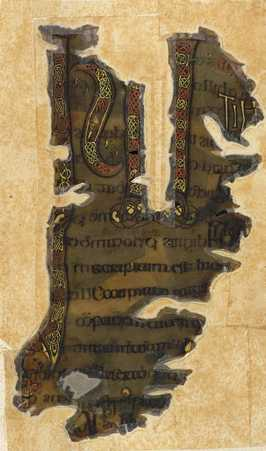
The surviving fragment of the original page

## Geschiedenis
Al heel vroeg in zijn bestaansgeschiedenis is het handschrift waarschijnlijk opgesplitst in een aantal delen. Misschien is de reden hiervoor dat het gebruikt werd als legger voor andere boeken. Zo duiden gelijkaardige inconsistenties in de canontabellen erop dat het handschrift misschien gebruikt werd als legger voor het Book of Kells of anders er een gemeenschappelijk voorbeeld mee deelde. Er werd beweerd dat het handschrift zich in de verzameling van St. Augustinus in Canterbury bevond want dat was alleszins vermeld door de eerst gekende eigenaar van een van de fragmenten, Matthew Parker (1504-1575), aartsbisschop van Canterbury onder Elizabeth I. Het Corpus-fragment bevat een Latijnse inscriptie die zegt dat het handschrift door paus Gregorius de Grote aan aartsbisschop Augustinus van Canterbury werd gezonden, van de hand van een klerk van aartsbisschop Parker. Een dergelijke nota over het Cotton fragment is terug te vinden in een gedrukte catalogus van de Cotton-collectie van 1696. Gezien de ontstaansdatum is dit natuurlijk totaal onmogelijk maar het kan er wel op wijzen dat het originele handschrift zich al lang in Canterburry bevond. 
Het corpus fragment kwam in het Corpus Christi college terecht via Matthew Parker die het zelf waarschijnlijk in zijn bezit kreeg na de secularisatie van de kloosters bevolen door Hendrik VIII. 
De lotgevallen van het Cotton-Otho fragment voor het in de verzameling van Cotton terechtkwam zijn niet bekend. De Cotton verzameling werd begonnen door Sir Robert Cotton en na zijn dood in 1631 verder gezet door zijn zoon Thomas Cotton en vervolgens door zijn kleinzoon John. Die schonk de bibliotheek aan de Britse staat zoals zijn grootvader het had opgedragen. In 1722 verhuisde de collectie van Cotton House naar Essex House en in 1730 werd ze overgebracht naar Ashburnham House omdat Essex House als brandgevaarlijk werd beschouwd. Het was daar dat een belangrijk gedeelte van de collectie verloren ging of beschadigd werd door een brand die uitbrak in de schouw van een kamer onder de plaats waar de handschriften waren verzameld. Van de Cotton C.v werd een aantal fragmenten teruggevonden bij de schoonmaak na de brand maar het grootste deel werd ontdekt door Josiah Forshall, curator van de manuscripten, tijdens zijn werk aan beschadigde fragmenten. De laatste fragmenten werden aan de verzameling toegevoegd door Frederick Madden die ook alle beschikbare fragmenten opnieuw rangschikte. In 1963 werden de geredde fragmenten terug ingebonden.

## Beschrijving
Het Otho-Corpus evangeliarium meet actueel slechts 285 x 212 mm en is dus kleiner dan het Lindisfarne (340 x 240 mm), Durham (344 x 265 mm) en Echternach (335 x 225 mm), maar het is in de loop der tijden zwaar bijgesneden, waarschijnlijk bij herinbinding. Volgens de deskundigen moet het origineel waarschijnlijk 50 mm hoger en breder geweest zijn, dus ca. 335 x 262 mm, wat het in lijn zou brengen met de andere exemplaren uit de groep.
Het boek werd geschreven in het Latijn in een insulaire half-unciaal in één kolom van 19 lijnen. De fragmenten van de evangelies van Lucas en Johannes die zijn terug te vinden in het Corpus-fragment zijn van twee verschillende handen. De nummers van de canons van Eusebius zijn terug te vinden in de marge wat betekent dat het boek de canontabellen van Eusebius moet bevat hebben voor het werd gesplitst.

## Inhoud
De tekst van de Lindisfarne gospels was zoals de gerelateerde evangeliaria, gebaseerd op de Vulgaat van Hiëronymus. De inhoud zal waarschijnlijk ook gelijkaardig zijn geweest met de vier evangelies telkens met hun capitula en argumentum. Er zijn alleszins fragmenten gevonden van de evangelies van Marcus, Lucas en Johannes en enkele verzen van het evangelie van Mattheus. Ook een gedeelte van de Canons van Eusebius, referentietabellen die het de gebruiker van het boek makkelijk moesten maken om de parallelle teksten in de vier evangeliën op te zoeken, is terug gevonden.

## Verluchting
Zoals eerder gezegd maakt het Otho-Corpus evangeliarium deel uit van een groep van vier manuscripten met de Lindisfarne-gospels, het Evangeliarium van Echternach en het Durham-evangeliarium die dus allemaal producten zouden zijn van het scriptorium van Lindisfarne.
Van deze vier handschriften zijn het Lindisfarne en het Durham-evangeliarium heel uitgebreid gedecoreerd terwijl het Echternach en het Otho-Corpus boek dat veel minder zijn. Bij de tweede subgroep zijn ook beduidend minder pigmenten gebruikt. Dit verschil in decoratie heeft misschien te maken met het feit dat het Durham en Lindisfarne-evangeliarium bestemd waren voor gebruik in Lindisfarne, ze bleven alleszins ter plaatse, terwijl de twee andere bestemd waren voor “export”. Het ene kwam terecht in Echternach en het andere in Canterbury.
De Otho-Corpus gospels en de Lindisfarne–gospels zijn sterk gerelateerd, het schrift van beide manuscripten is zeer vergelijkbaar. en anderzijds zijn de Marcus-leeuw in het Cotton-fragment en de Johannes-arend in het Corpus-fragment zeer gelijkaardig aan de evangelistensymbolen in het Echternach-evangeliarium.
De versierde initiaal “M” op de bewaarde facsimile pagina komt ook voor in zeer gelijkaardige vorm in het Lindisfarne-evangeliarium in het MA-monogram op folium 18v en zo zijn er nog meer parallellen te trekken in de verluchting van het handschrift. Steeds volgens Backhouse kan men stellen dat het Otho-Corpus evangeliarium wat verluchting betreft waarschijnlijk vollediger en kwalitatief beter was dan het Echternach-evangeliarium en dat het zeker thuis hoorde in de groep van de grote evangeliaria toegeschreven aan het scriptorium van Lindisfarne.